# NHL 1920/21
Die NHL-Saison 1920/21 war die vierte Spielzeit der National Hockey League (NHL). Die Saison wurde in einer Vorrunde und einer Rückrunde mit zehn bzw. 14 Spielen ausgetragen. Die Ottawa Senators qualifizierten sich gegen die Toronto St. Patricks für die Finals und bezwangen dort die Vancouver Millionaires mit 3:2. Damit verteidigten sie den Stanley Cup. Die Quebec Bulldogs wurden nach Hamilton verkauft und traten als Hamilton Tigers an. Zum Ende des Jahres 1920 wollte NHL-Präsident Frank Calder zwei Spieler aus Ottawa nach Hamilton schicken, um die Liga auszugleichen. Die Spieler weigerten sich und blieben in Ottawa. Da sich die Senators von einem Schiedsrichter benachteiligt fühlten, verließen sie unter Protest das Eis. Montreal schoss noch zwei Treffer in das leere Tor und gewann das Spiel 5:3.

## Reguläre Saison

### Abschlusstabellen
Abkürzungen: GP = Spiele, W = Siege, L = Niederlagen, T = Unentschieden, GF = Erzielte Tore, GA = Gegentore, Pts = Punkte
|                       | GP | W | L | T | GF | GA | Pts |
| --------------------- | -- | - | - | - | -- | -- | --- |
| Ottawa Senators       | 10 | 8 | 2 | 0 | 49 | 23 | 16  |
| Toronto St. Patricks  | 10 | 5 | 5 | 0 | 39 | 47 | 10  |
| Canadiens de Montréal | 10 | 4 | 6 | 0 | 37 | 51 | 8   |
| Hamilton Tigers       | 10 | 3 | 7 | 0 | 34 | 38 | 6   |

|                       | GP | W  | L  | T | GF | GA | Pts |
| --------------------- | -- | -- | -- | - | -- | -- | --- |
| Toronto St. Patricks  | 14 | 10 | 4  | 0 | 66 | 53 | 20  |
| Canadiens de Montréal | 14 | 9  | 5  | 0 | 75 | 48 | 18  |
| Ottawa Senators       | 14 | 6  | 8  | 0 | 48 | 52 | 12  |
| Hamilton Tigers       | 14 | 3  | 11 | 0 | 58 | 94 | 6   |

### Beste Scorer
Abkürzungen: GP = Spiele, G = Tore, A = Assists, Pts = Punkte
| Spieler         | Team             | GP | G  | A  | Pts |
| --------------- | ---------------- | -- | -- | -- | --- |
| Newsy Lalonde   | Montreal         | 24 | 33 | 10 | 43  |
| Babe Dye        | Hamilton Toronto | 24 | 35 | 5  | 40  |
| Cy Denneny      | Ottawa           | 24 | 34 | 5  | 39  |
| Joe Malone      | Hamilton         | 20 | 28 | 9  | 37  |
| Frank Nighbor   | Ottawa           | 24 | 19 | 10 | 29  |
| Reg Noble       | Toronto          | 24 | 19 | 8  | 27  |
| Harry Cameron   | Toronto          | 24 | 18 | 9  | 27  |
| George Prodgers | Hamilton         | 24 | 18 | 9  | 27  |
| Corb Denneny    | Toronto          | 20 | 19 | 7  | 26  |
| Jack Darragh    | Ottawa           | 24 | 11 | 15 | 26  |

## Stanley-Cup-Playoffs
Alle Spiele fanden im Jahr 1921 statt.

### Stanley-Cup-Finale
| Vancouver Millionaires vs. Ottawa Senators            | Vancouver Millionaires vs. Ottawa Senators | Vancouver Millionaires vs. Ottawa Senators | Vancouver Millionaires vs. Ottawa Senators | Vancouver Millionaires vs. Ottawa Senators | Vancouver Millionaires vs. Ottawa Senators |
| Datum                                                 | Auswärtsteam                               | Auswärtsteam                               | Heimteam                                   | Heimteam                                   |                                            |
| ----------------------------------------------------- | ------------------------------------------ | ------------------------------------------ | ------------------------------------------ | ------------------------------------------ | ------------------------------------------ |
| 21. März                                              | Ottawa                                     | 1                                          | 2                                          | Vancouver                                  |                                            |
| 24. März                                              | Ottawa                                     | 4                                          | 3                                          | Vancouver                                  |                                            |
| 28. März                                              | Ottawa                                     | 3                                          | 2                                          | Vancouver                                  |                                            |
| 31. März                                              | Ottawa                                     | 2                                          | 3                                          | Vancouver                                  |                                            |
| 4. April                                              | Ottawa                                     | 2                                          | 1                                          | Vancouver                                  |                                            |
| Ottawa gewinnt die Serie mit 3:2 und den Stanley Cup. |                                            |                                            |                                            |                                            |                                            |

### Stanley-Cup-Sieger
| Stanley-Cup-Sieger Ottawa Senators | Torhüter: Clint Benedict Verteidiger: George Boucher, Sprague Cleghorn, Eddie Gerard (C) Angreifer: Punch Broadbent, Morley Bruce, Jack Darragh, Cy Denneny, Leth Graham, Jack MacKell, Frank Nighbor Cheftrainer: Pete Green General Manager: Tommy Gorman |